# Lepistemon owariense
Lepistemon owariense là một loài thực vật có hoa trong họ Bìm bìm. Loài này được (P. Beauv.) Hallier f. mô tả khoa học đầu tiên năm 1903.